# Мексиканска щитомуцунеста гърмяща змия
Мексиканска щитомуцунеста гърмяща змия (Agkistrodon bilineatus), наричана също кантил, е вид змия от семейство Отровници (Viperidae). Видът е почти застрашен от изчезване.

## Разпространение и местообитание
Разпространен е в Белиз, Гватемала, Коста Рика, Мексико, Никарагуа, Салвадор и Хондурас.
Обитава тропически райони, влажни зони, гористи местности, ливади, савани и крайбрежия.

## Описание
Продължителността им на живот е около 24,3 години. Популацията на вида е намаляваща.